# اهلی ترشیزی
یوسف بن محمد بن شهاب منسوب به اهلی ترشیزی؛ از شاعران دربار سلطان حسین بایقرا (۸۷۳ – ۹۱۱ ه‍.ق) و از جمله گویندگانی است که همواره مورد توجه میرنظام‌الدین علی‌شیر نوائی بوده است.
خانواده او اصلالتاً تبریزی بوده‌اند که به ترشیز مهاجرت کرده‌اند و وی در ترشیز به دنیا آمد. از اشعارش چنین بر می‌آید که بیشتر به ساختن غزل می‌پرداخته است.
بنا به نوشتهٔ بعضی تذکره نویسان، اهلی به فریدون میرزا، پسر سلطان حسین میرزا تعلق خاطر پیدا کرد و مثل مجنون، موی ژولیده بر سر گذاشت و داد عاشقی سر داد. وی سرانجام در سال ۹۳۴ ه‍.ق در تبریز وفات یافت.